# Mosquiter de Yunnan
El mosquiter de Yunnan (Phylloscopus yunnanensis) és una espècie d'ocell de la família dels fil·loscòpids (Phylloscopidae). El seu estat de conservació es considera de risc mínim.

## Hàbitat i distribució
Habita vegetació baixa de les muntanyes de la Xina central i septentrional, arribant a l'hivern al Sud-est Asiàtic.

## Taxonomia
Descrita en 1992 per Alström et al. amb el nom de Phylloscopus sichuanensis.